# Monte Gran Cerogne
Il monte Gran Cerogne (2.387 m s.l.m.) è una montagna delle Alpi del Monginevro nelle Alpi Cozie. Si trova in Piemonte, nella Città metropolitana di Torino.

## Descrizione

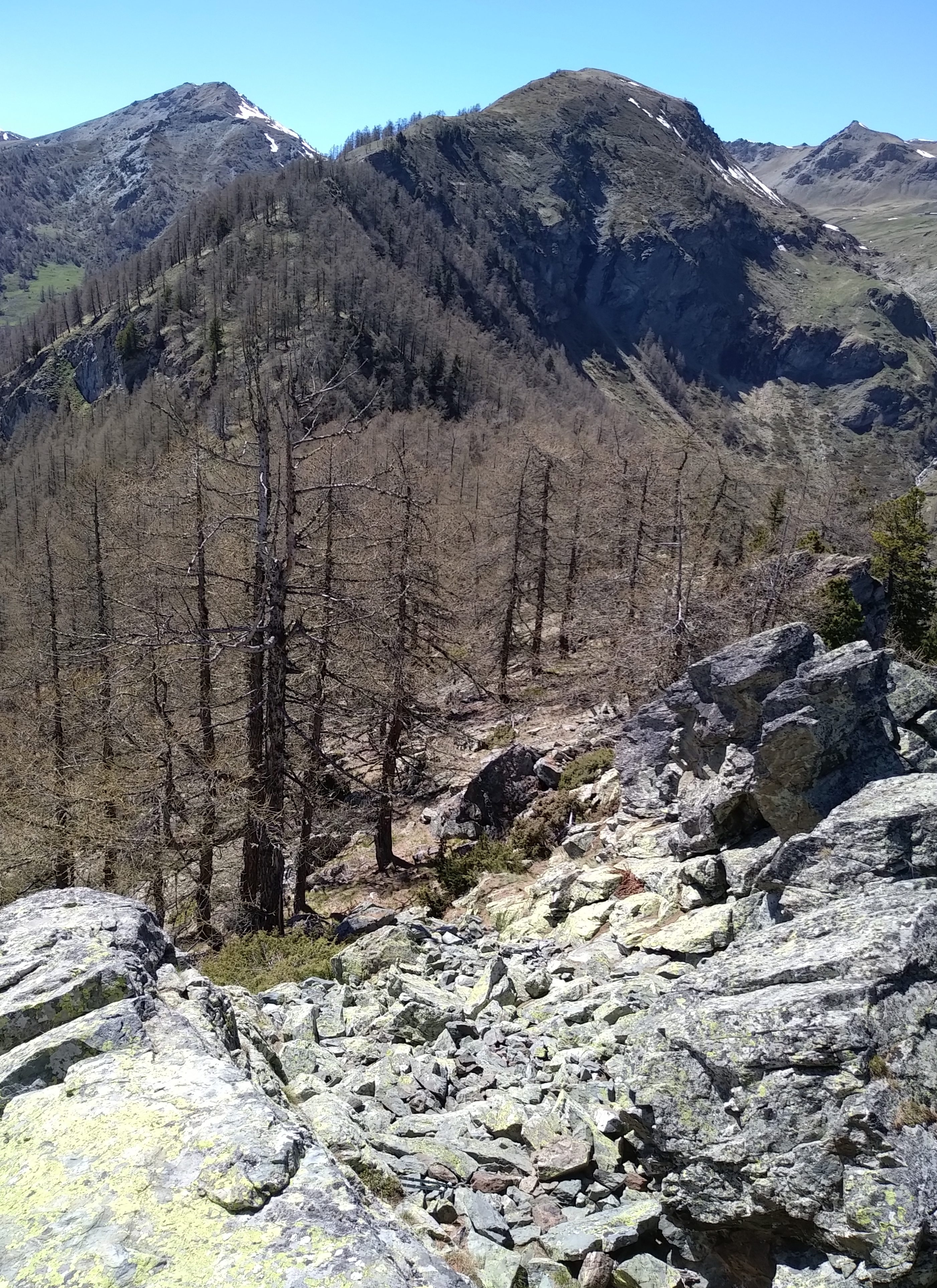
Vista dalla Rocca del Colle, a sinistra la Gran Costa

La montagna è collocata lungo la linea di cresta che separa due valloni laterali della val Chisone,  quello del rio Faussimagna (a sud-ovest) da quello di Cerogne (a nord-est). In quest’ultima valletta sorge la borgata di Cerogne, parzialmente abbandonata e non raggiunta da strade asfaltate. A sud-est della montagna la cresta tra le due piccole valli scende fino ad una insellatura a 2035 m di quota e risale poi alla Rocca del Colle. Nella direzione opposta il Gran Cerogne è collegato al Monte Gran Costa e allo spartiacque principale Val Susa/Val Chisone da un colletto a circa 2320 m di quota. Il Gran Cerogne è un rilievo principalmente erboso e detritico; sulla cima, quotata da IGM 2.387 m s.l.m., è presente un prisma di pietrame sormontato da una colonnina. La sua prominenza topografica è di 62 metri.
Poco a nord della vetta del Gran Cerogne, corre una vecchia strada militare che unisce le postazioni militari alla strada dell'Assietta, un lungo percorso sterrato (aperto al transito dei mezzi motorizzati nei periodi sgombri di neve) che collega il Pian dell'Alpe di Usseaux a Sestriere.

## Accesso alla vetta

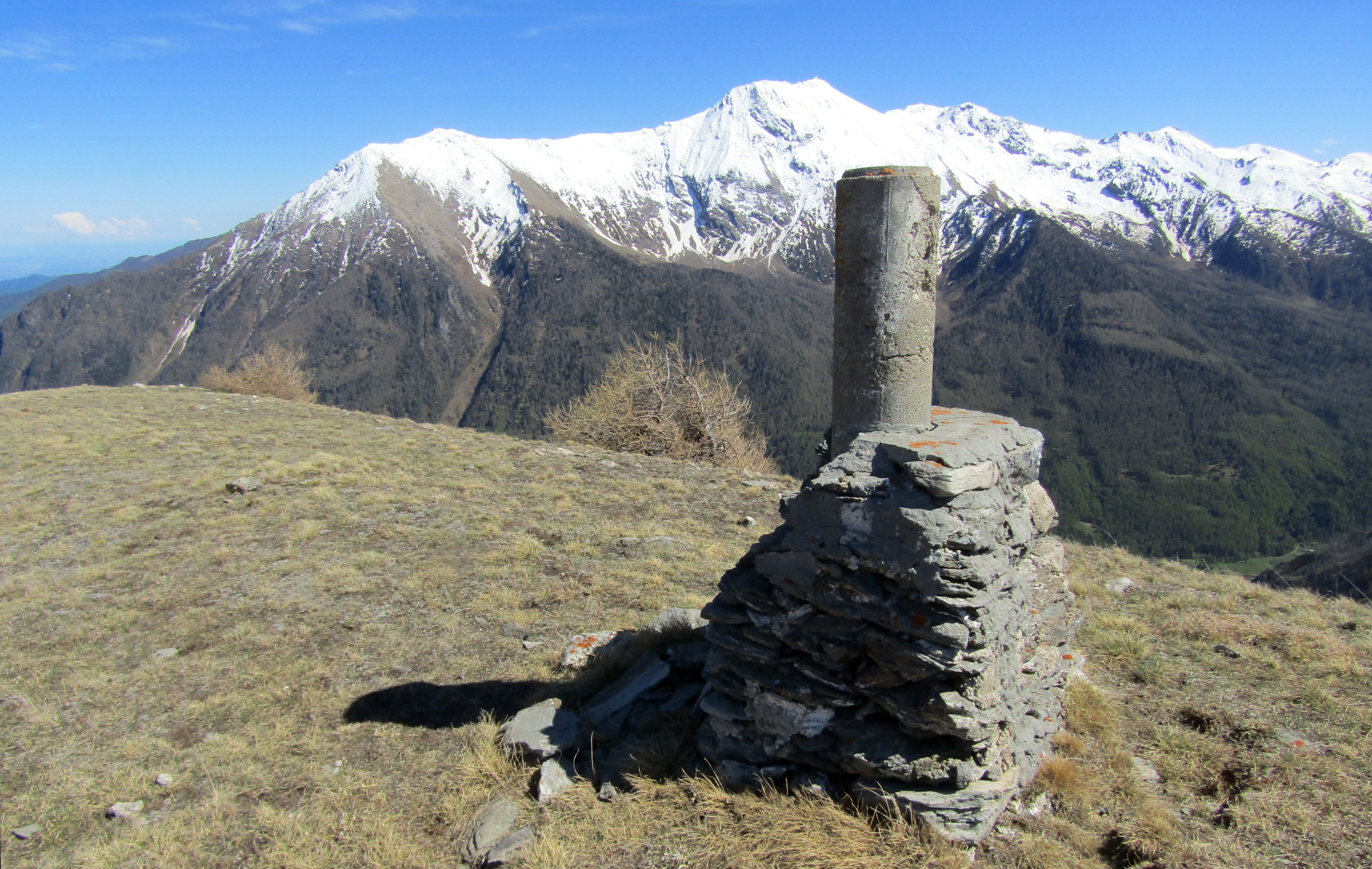
La colonnina sulla cima del monte, sullo sfondo l’Albergian innevato

### Accesso estivo
È possibile salire sulla cima provenendo dalla vicina strada dell'Assietta. In alternativa si può salire, fuori sentiero, lungo la cresta sud-est, a partire dal colletto a quota 2035 m citato in precedenza e raggiunto da un sentiero segnato.

### Accesso invernale
Il Gran Cerogne è una meta apprezzata per le escursioni con le ciaspole. La salita da Soucheres Basses (Pragelato)  è considerata di difficoltà MR ("Medi racchettatori").